# Friedrich Ernst Möller
Friedrich Ernst Möller (* 27. Februar 1870 in Vehlen; † 18. Dezember 1945 in Bückeburg) war ein deutscher Landwirt und Politiker.

## Leben
Friedrich Ernst Möller wurde als Sohn eines Landwirts geboren. Er bewirtschaftete den Hof seiner Frau in Scheie und zog 1937 nach Bückeburg.
Dem Landtag des Freistaates Schaumburg-Lippe gehörte er von 1926, als er für den ausgeschiedenen Abgeordneten Karl Wiehe nachrückte, bis 1928 an. Hier war er Vertreter der Einheitsliste aus DVP, DNVP und Landbund.